# مرغ (باقران)
مرغ (بالإنجليزية: Margh, South Khorasan)‏ هي مستوطنة تقع في إيران في قسم باقران الريفي. يقدر عدد سكانها بـ 19 نسمة .